# جاش گویل
جاش گویل (انگلیسی: Josh Gowling؛ زادهٔ ۲۹ نوامبر ۱۹۸۳) بازیکن فوتبال اهل بریتانیا است.
از باشگاه‌هایی که در آن بازی کرده‌است می‌توان به باشگاه فوتبال وست برومویچ آلبیون، باشگاه فوتبال گیلینگام، باشگاه فوتبال ای‌اف‌سی بورنموث، باشگاه فوتبال لینکولن سیتی، باشگاه فوتبال کارلایل یونایتد، باشگاه فوتبال کیدرمینستر هاریرس، باشگاه فوتبال گریمزبی تاون، و باشگاه فوتبال هرفورد یونایتد اشاره کرد.